# Thorecta meandrinus
Thorecta meandrinus är en svampdjursart som beskrevs av Lendenfeld 1889. Thorecta meandrinus ingår i släktet Thorecta och familjen Thorectidae.
Artens utbredningsområde är havet kring Australien. Inga underarter finns listade i Catalogue of Life.